# Stężenie wiatrowe
Stężenie wiatrowe – zespół elementów konstrukcji budynku, których zadanie polega na przekazywaniu sił, pochodzących od parcia wiatru, na inne elementy konstrukcji a przez nie na fundamenty budynku. Stężenie wiatrowe jest ważnym elementem konstrukcji więźby dachowej.
Stężenia takie montowane są zazwyczaj w skrajnych polach połaci dachowych, a ich konstrukcyjne uzupełnienie tworzą kratownice usytuowane w narożach ścian pionowych budynku. Dzięki temu powstaje stabilny szkielet przestrzenny zapewniający geometryczną niezmienność konstrukcji. Stężenia są zazwyczaj wkomponowane w konstrukcję ścian budynku w taki sposób, aby nie zmniejszały jego kubatury użytkowej. Spotykane są też inne od opisanych, rozmieszczenia stężeń wiatrowych.